# Neuvy, Loir-et-Cher
Neuvy är en kommun i departementet Loir-et-Cher i regionen Centre-Val de Loire i de centrala delarna av Frankrike. Kommunen ligger i kantonen Bracieux som tillhör arrondissementet Blois. År 2022 hade Neuvy 316 invånare.

## Befolkningsutveckling
Antalet invånare i kommunen Neuvy
| Referens: INSEE |